# Could Have Been Me
«Could Have Been Me» — песня английской рок-группы The Struts. Была выпущена в качестве первого сингла с их дебютного студийного альбома Everybody Wants. Первоначально песня была выпущена в 2013 году, однако в 2015 году её популярность начала расти, когда она поднялась в американских чартах, заняв 5-е место в чарте Alternative Songs.

## Использование
- Тематическая песня для NXT TakeOver: London[англ.].
- Открывающая песня в игре MLB The Show 16[англ.]
- Используется в трейлере к видеоигре Ratchet & Clank (2016).
- В рекламе Mercedes-Benz 2021 E-Class.
- Николас Голицын исполняет песню вместе с Камилой Кабельо в фильме «Золушка» (2021).
- Холзи в роли Порши Кристал исполняет эту песню в анимационном фильме «Зверопой 2» (2021).

## Музыкальный клип
22 августа 2015 года был выпущен музыкальный клип, режиссёром которого выступил Юнас Окерлунд.

## Чарты
| Чарт (2015)                                  | Пик-позиция |
| -------------------------------------------- | ----------- |
| Канада (Billboard Rock)                      | 2           |
| США (Billboard Hot Rock & Alternative Songs) | 15          |
| США (Billboard Rock Airplay)                 | 4           |

| Чарт (2015)                   | Позиция |
| ----------------------------- | ------- |
| US Hot Rock Songs (Billboard) | 44      |
| US Rock Airplay (Billboard)   | 21      |

## Сертификаты
| Регион                                                                      | Сертификация | Продажи   |
| --------------------------------------------------------------------------- | ------------ | --------- |
| США (RIAA)                                                                  | Платиновый   | 1 000 000 |
| Данные о продажах + прослушиваниях приведены только на основе сертификации. |              |           |